# Esenbeckia testaceiventris
Esenbeckia testaceiventris är en tvåvingeart som först beskrevs av Macquart 1848.  Esenbeckia testaceiventris ingår i släktet Esenbeckia och familjen bromsar. Inga underarter finns listade i Catalogue of Life.